# Budynek przy ul. Głogowskiej 48/50 w Poznaniu
Budynek przy ul. Głogowskiej 48/50 – zabytkowy budynek mieszkalno-usługowy zlokalizowany w centralnej części Łazarza w Poznaniu, przy ul. Głogowskiej.
Budynek zaprojektował Władysław Czarnecki, a zrealizowano go w latach 1927-1928, przed Powszechną Wystawą Krajową, zabudowując reprezentacyjnie położoną, pustą działkę w bezpośrednim sąsiedztwie głównego wejścia do Parku Wilsona, będącego jedną z głównych aren PeWuKi. Czarnecki początkowo otrzymał zlecenie na zaprojektowanie obiektu dwukondygnacyjnego, który nie zasłaniałby widoku na stojący w głębi, przy ulicy Berwińskiego, gmach monumentalnej, neorenesansowej szkoły. Czarnecki był zwolennikiem idei modernistycznych i zasłonięcie szkoły, reprezentującej tendencje XIX-wieczne, uważał za wręcz pożądane. Projekt podwyższył więc do trzech kondygnacji i przedstawił komisji budowlanej Rady Miasta. Po wstępnych ustaleniach i za radą Stefana Cybichowskiego postanowiono, że budynek będzie miał cztery kondygnacje. Czarnecki nadbudował więc trzecie piętro nad istniejącym w projekcie gzymsem, tak aby nie zmieniać rzutów i detali. Nad wejściami umieścił pary pilastrów z głowicami korynckimi. Obramowania okien i gzymsy polecił pomalować na żółto, co okazało się interesującą dla innych architektów nowością, powtarzaną potem w następnych poznańskich realizacjach z tego okresu. Całość wieńczy wysoki dach łamany kryty dachówką. 
Na parterze obiektu pierwotnie zlokalizowano Bank Miasta Poznania, Wiejską Kasę Podatkową oraz sklepy różnych branż. Wyższe kondygnacje zajęły lokale mieszkalne (komunalne). W kamienicy mieszkał i miał własną pracownię rzeźbiarz i artysta kabaretowy Ludwik Puget.